# 梨叶悬钩子
梨叶悬钩子（学名：Rubus pirifolius）为蔷薇科悬钩子属的植物。分布于柬埔寨、泰国、老挝、台湾岛、菲律宾、印度尼西亚、越南以及中国大陆的广东、云南、四川、广西、贵州、福建等地，生长于海拔600米至1,500米的地区，见于低海拔至中海拔的山地较阴蔽处，目前尚未由人工引种栽培。

## 别名
太平悬钩子（台湾木本植物志）、蛇泡

## 异名
- Rubus pirifolius Smith var. cordatus Yu et L. T. Lu
- Rubus pirifolius Smith var. permollis Merr.
- Rubus pirifolius Smith var. tomentosus Kuntze